# Bertrand Osborne
Bertrand Osborne (18 avril 1935 - 4 septembre 2018) est un homme politique de Montserrat. Il a été ministre en chef du 13 novembre 1996 au 22 août 1997. Son mandat a été marqué par les éruptions de la Soufrière, redevenue active en 1995, et son attitude jugée trop docile vis-à-vis le gouvernement britannique.

## Biographie
Bertrand Osborne est un important promoteur immobilier et propriétaire d'hôtel quand il crée le Parti du développement national (NDP), considérer comme l'un des premiers partis politique moderne de l'île, en 1984 pour s'opposer aux projets d'indépendance d'avec le Royaume-Uni. Quelque temps plus tard, il crée The Montserrat Reporter. Il est élu l'un des deux députés du NDP lors des élections de 1987. Lors du débat sur la mise en place de la constitution de 1989, il soutient la position du Gouvernement du Royaume-Uni de laisser une partie des pouvoirs législatifs au gouverneur de l'île. Lors des élections de 1996, il est élu pour la troisième fois comme député sous l'étiquette du Mouvement pour la reconstruction nationale. À la suite de la défaite de Reuben Meade, il devient Ministre en chef de Montserrat sur une ligne socialement conservatrice, pro-business et alignée sur le gouvernement britannique, cette politique provoque une forte insatisfaction de la population et il doit démissionner le 22 août 1997.
Après avoir quitté le Conseil législatif de Montserrat en 2001, il meurt des suites d'une longues maladie le 4 septembre 2018.